# Dolmen del Mas d'en Peirot I
El Dolmen del Mas d'en Peirot I, o Dolmen del Mas Peirot, o Dolmen 1 dels Masos o encara de les Canaletes pel nom de la masia propera al dolmen. Encara, en alguns treballs és anomenat com a número 1, del Mas d'en Peirot. Les Canaletes és la zona on aquest se situa realment, i els Masos és una altra zona propera.
És a 409,2 m alt, a la carena superior del serrat que es dreça al nord-oest del Mas d'en Peirot, a migdia del Còrrec de les Canaletes.

## Característiques
És una construcció de pedra neolítica situada a la comuna rossellonesa de Sant Miquel de Llotes. Va ser descobert per Pere Ponsich el 1959 i declarat Monument històric de França al 26 de novembre del mateix any.
Del dolmen original ja només en resten algunes grans lloses en posició vertical. Havia caigut, en algun moment del passat, la llosa de cobertura a un costat.